# Многофункциональные наночастицы (медицина)
Многофункциональные наночастицы или наносомы; динамические наноплатформы (англ. multifunctional nanoparticles (in medicine)) — наноразмерные однослойные липосомы; наночастицы и их комплексы, способные выполнять несколько медицинских задач, например, служить диагностическим контрастным агентом, биосенсором, вектором для направленной доставки лекарств, оказывать терапевтическое воздействие.

## Описание
Разработаны многофункциональные, или так называемые динамические наноплатформы (наносомы), и текто-дендримеры, состоящие из соединяемых друг с другом наномодулей, каждый из которых выполняет определённую функцию. Одни наночастицы могут нести лекарственные вещества, другие — молекулы узнавания и адресной доставки, третьи наноструктуры в составе наносомы могут выполнять роль биосенсоров (pH, редокс-потенциала, мембранного потенциала и др.), четвёртые могут быть оснащены наноантеннами из нанокристаллов золота, вызывающими нагревание наносомы при помещении в электромагнитное поле определённой частоты. Применение суперпарамагнитных наночастиц в составе наносом позволяет визуализировать их местонахождение в организме с помощью томографических методов. На основе флуоресцентных технологий созданы наномодули, способные сигнализировать о процессах гибели опухолевых клеток и других результатах наномедицинских воздействий. В зависимости от решаемых врачом задач, наносомы могут собираться из различных функциональных модулей и осуществлять определённые виды деятельности в организме, такие, как мониторинг внутренней среды, нахождение и визуализация целевых клеток, доставка лекарств и их контролируемое высвобождение, сообщение о результатах терапии. Вариантами немодульных многофункциональных наночастиц являются модифицированные вирусные капсиды, при сборке которых возможно изменять как состав содержимого капсида (груз), так и состав поверхностных молекул капсида, определяющих направленную доставку и сенсорные функции. Наносомы и другие упомянутые многофункциональные наноустройства можно рассматривать как отдалённый прообраз нанороботов медицинского назначения.

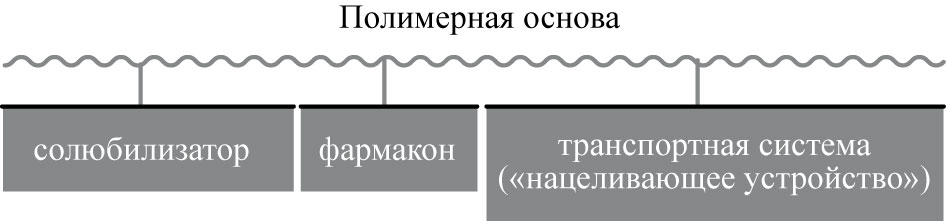
Общая схематическая модель полимерной многофункциональной наночастицы медицинского назначения.

На рисунке приведена общая схематическая полимерная модель многофункциональной наночастицы медицинского назначения. Солюбилюзирующий блок (это может быть и сама по себе полимерная цепь) обеспечивает функционирование наночастицы в биологической среде (крови, лимфе и т. п.). При этом гидрофильность/гидрофобность, электростатический заряд, его плотность влияют на фармакокинетику и фармакодинамику препарата. Полимерные цепи могут весьма различаться по стабильности, размерам, составу, присутствию специальных доменов (например, гидрофобных вставок). Интервал значений молекулярной массы полимеров важен для мембранной проницаемости препарата (преодоление гематоэнцефалического барьера, стимуляция эндоцитоза). Лекарственный агент (фармакон) может быть связан с полимерной основой (или заключён напрямую в наноконтейнер) через биоразрушаемую или стабильную связь, сам же фармакон связывается в форме либо неактивного предшественника лекарства, либо как активный метаболит (активное начало лекарственного препарата). «Нацеливающее устройство» действует в качестве вектора (возможно, это молекулы антител, молекулярные компоненты, появляющиеся в зоне поражения, белковые домены со специфическими сорбционными/связывающими свойствами и т. п.), направляющего наночастицу к определённому участку ткани или органу-«мишени». Приобретаемая конъюгатом в биосистеме конформация способствует формированию на его основе многофункциональной наночастицы медицинского назначения.